# رونی رودلین
رونی رودلین (انگلیسی: Ronny Rodelin؛ زادهٔ ۱۸ نوامبر ۱۹۸۹) بازیکن فوتبال اهل فرانسه است که در پست مهاجم برای تیم سروت سوئیس بازی می‌کند.
از باشگاه‌هایی که در آن بازی کرده‌است می‌توان به باشگاه فوتبال کان، باشگاه فوتبال گنگام، باشگاه فوتبال نانت، باشگاه فوتبال تروا، و باشگاه فوتبال لیل اشاره کرد.